# Reno (auteur)
 (novembre 2021).
Si vous disposez d'ouvrages ou d'articles de référence ou si vous connaissez des sites web de qualité traitant du thème abordé ici, merci de compléter l'article en donnant les références utiles à sa vérifiabilité et en les liant à la section « Notes et références ».
Pour les articles homonymes, voir Reno.
Renaud Scheidt, dit Reno, est un dessinateur de bande dessinée français, né le 13 janvier 1978 à Strasbourg.

## Biographie

### Jeunesse et formations
Reno naît le 13 janvier 1978, à Strasbourg. Il intègre l'école supérieure des arts décoratifs de Strasbourg, puis passe à l'école d'animation des Gobelins[réf. nécessaire].

### Carrière
À partir de 2011, Reno assure notamment le dessin de la série Aquablue reprise, avec le scénariste Régis Hautière,,.
Début mars 2017, en vue de l'élection présidentielle française, il publie sur Internet avec Mélaka L'Avenir en commun, une bande dessinée inspirée du programme de la France insoumise et de Jean-Luc Mélenchon,,.
En 2019, il lance, avec Mélaka, Mazette, nouveau média en ligne consacré à la bande-dessinée et au dessin de presse, lancé grâce à une campagne de financement participatif en ligne réussie. En juin 2021, le média lance et réussit un appel à financement via un financement participatif pour continuer son activité.
En juillet 2022, Reno commence à intervenir en tant que dessinateur régulier dans le magazine Canard PC, en remplacement de Didier Couly. Il compose notamment certaines de ses couvertures et réimagine le lapin mascotte du journal.

## Publications
Les collaborateurs indiqués sont scénaristes.
- Womoks, avec Boulet, Glénat, coll. « Tchô » :

1. Mutant suspend ton vol..., 2001.  (ISBN 2-7234-3570-9)
2. Le croiseur s'amuse, 2002.  (ISBN 2-7234-3776-0)
3. Albon, les brutes et les truands, 2004.  (ISBN 2-7234-4202-0)

- Valamon, avec Nicolas Jarry, Delcourt, coll. « Terres de Légendes » :

1. Profession de foi, 2007.  (ISBN 2-7560-0349-2)

- Aquablue, avec Régis Hautière, Delcourt :

12. Retour aux sources, 2011.  (ISBN 978-2-7560-1263-6)
13. Septentrion, 2012.  (ISBN 978-2-7560-3104-0)
14. Standard-Island, 2013.  (ISBN 978-2-7560-3270-2)
15. Gan Eden, 2015.  (ISBN 978-2-7560-6295-2)
16. Rakahanga !, 2017.  (ISBN 978-2-7560-6296-9)
17. La nuit de la miséricorde, 2021.  (ISBN 978-2-7560-6297-6)
- L'Avenir en commun, avec Mélaka, assistés d'Olivier Tonneau, publié sur Internet[9].